# Extreme (musikgruppe)
Extreme er et amerikansk rockband med Gary Cherone (en) og Nuno Bettencourt (en) i front. Bandets popularitet toppede i slutningen af 1980'erne og starten af 1990'erne.
Blandt de grupper der har påvirket Extremes musik er Van Halen, Queen, Aerosmith og Led Zeppelin. Bandet spillede ved The Freddie Mercury Tribute Concert i 1992 og Cherone blev en del af Van Halen i 1996. Extreme beskriver deres egen musik som "funky metal" i de tidlige dage, men den udviklede sig mere i midten af 1990'erne og blandede klassisk rock med post-grunge og alternativ rock.
De har udgivet fem studiealbums, to EP'er (i Japan) og to opsamlingsalbums siden de blev dannet. Bandet var en af de mest succesfulde rockgrupper i starten af 1990'erne, og de har solgte over 10 millioner albums på verdensplan. Extreme oplevede stor succes med albummet Pornograffitti fra 1990. Det toppede som nummer 10 på Billboard 200 og blev certificeret guld i maj 1991 og dobbelt platin i oktober 1992. Albummet indeholdt den akustiske ballade "More Than Words", der nåede nummer 1 på Billboard Hot 100 i USA. Den er senere blevet indspillet i flere coverversioner, heriblandt af det irske boyband Westlife på deres debutalbum fra 1999.

## Diskografi
- Extreme (1989)
- Pornograffitti (1990)
- III Sides to Every Story (1992)
- Waiting for the Punchline (1995)
- Saudades de Rock (2008)